# تيري إيفانز (مصارع رياضي)
تيري إيفانز هو مصارع رياضي كندي، (و. 1911 – 1999 م).

## وصلات خارجية
- تيري إيفانز على موقع أوليمبيديا (الإنجليزية)
- تيري إيفانز على موقع اللجنة الأولمبية الكندية (الإنجليزية)
- تيري إيفانز على موقع اتحاد ألعاب الكومنولث (مؤرشف) (الإنجليزية)